# Stadion Miejski w Nisku
Stadion Miejski w Nisku, właśc. Stadion MKS „Sokół” w Nisku – stadion piłkarski w Nisku, stanowiący własność miasta Nisko. Domowa arena meczów Sokoła Nisko i miejsce corocznych Dni Niska.

## Historia
Stadion powstał w okresie międzywojennym. W czasie II wojny światowej odbył się na nim mecz pomiędzy drużynami armii węgierskiej i niemieckiej, który Węgrzy wygrali 4:3. W obecnym kształcie – został oddany do użytku jako miejski stadion sportowy w 1991 r.
16 czerwca 2009 r. odbył się na nim finał pierwszego meczu podkarpackiego Pucharu Polski. Sokół Nisko został pokonany 6:2 przez Resovię z Rzeszowa. W 2017 r. stadion przeszedł remont. Wybudowano szatnię i salę gimnastyczną, wymieniono dach, dobudowano oświetlenie boiska, wyremontowano starą trybunę. Koszt remontów wyniósł 490.000 zł.
22 lipca 2020 r. na stadionie odbył się finał regionalnego Pucharu Polski. Sokół Sokolniki zmierzył się z Unią Nowa Sarzyna i ostatecznie przegrał 0:5.

## Dni Niska
Na stadionie odbywa się również coroczna impreza Dni Niska, w której biorą udział znane polskie zespoły muzyczne – jak Dżem, Kombi i Zakopower.